# 페트르 아벤
페트르 올레고비치 아벤(러시아어: Пëтр Олегович Авен, 라트비아어: Pjotrs Avens, 1955년 3월 16일~)은 라트비아 시민권도 가지고 있는 러시아의 올리가르히, 사업가, 경제학자이다. 2022년 3월까지 그는 러시아의 가장 큰 상업 은행인 알파 은행을 이끌었다. 2022년 3월, 그는 알파 은행과 레터원 그룹의 이사회에서 사임하여 그들이 제재를 피하는 것을 도왔다. 2022년에 그는 약 47억 달러의 순자산을 가진 세계에서 665번째로 부유한 사람으로 선정되었다.
아벤은 러시아 지도자 블라디미르 푸틴의 측근으로 여겨지고 있다. 그는 제재를 통한 미국의 적국 대항법, CAATSA에 이름을 올린 많은 러시아의 올리가르히 중 한 명이다. 아벤은 2022년 러시아의 우크라이나 침공 이후 부과된 유럽 연합 제재 대상에 포함되었다. 그는 제재가 "거짓이고 근거 없는 근거"로 적용되었다고 주장하며 제재를 비판하고 유럽 사법 재판소에 소송을 제기했다.

## 어린 시절 및 교육
아벤은 모스크바에서 태어났고, 그의 아버지 올레그 아벤은 라트비아인과 러시아인 혼혈이었고, 그의 어머니는 유대인 가정 출신이었다. 그의 친할아버지 야니스 아벤스는 라트비아의 소총수였다.
페트르 아벤은 모스크바 물리학 및 수학 학교에서 공부했다. 그는 1977년에 모스크바 국립 대학교를 졸업하고 1980년에 경제학 박사 학위를 받았다.

## 경력
대학을 졸업한 후, 아벤은 소련 과학 아카데미의 시스템 연구를 위한 전 연합 연구소의 수석 연구원이었고, 그 후 오스트리아의 락센부르크에 있는 응용 시스템 분석 국제 연구소에서 시간을 보냈다.
1990년대 초의 러시아 경제 개혁과 관련하여, 그와 다른 개혁가 동료들은 새로운 시스템을 찾기 위해 1990년까지 외국 학자들과 상담했다. 보리스 옐친이 대통령이 되었을 때, 그는 루블화를 전환할 수 있게 하고 외채에 대한 해결책을 찾는 임무를 아벤에게 맡겼다. 아벤은 1991년부터 1992년까지 러시아 연방의 대외 경제 관계 장관이 되었고, G7의 러시아 대표를 지냈으며, 서방 수도들에 대한 많은 고위급 무역 및 경제 사절단을 수행했다. 1992년 12월 정부를 떠난 후, 아벤은 JSC 로고바즈의 회장 보리스 베레좁스키의 고문이 되었고 1993년 말까지 이 직책을 유지했다. 1993년 그는 러시아 선택 운동에 참여했고 국가 두마의 후보였다.
2013년 아벤은 미하일 프리드만이 설립한 국제 투자 기업인 레터원 그룹의 이사회에 가입했다. L1 그룹은 전 세계 32개국에서 사업을 운영하고 있으며 기업에 지분 투자를 하고 있다.